# Cosmos (banda)
Cosmos (秋桜 Kosumosu?) es un dúeto musical japonés, compuesto de Sayaka Minami (南さやか) y Emi Toujou (東條江身), formada originalmente el año 2004, pero que no debutó oficialmente hasta inicios del 2007. Ambas usan seudónimos en el grupo, SAYA y EMI, respectivamente.
El nombre tiene su origen en la flor conocida como Cosmos; la romanización literal del kanji sería Akizakura. Sayaka es la menor y Emi, la mayor de las dos. Sayaka tiene contemporáneamente actividades con su banda BeForU.

## Historia
La banda apareció inicialmente en el 2004 interpretando el tema "home." dentro del videojuego Pop'n Music de Benami, y así comienzan a prestar su música en varios videojuegos de este tipo.
En el año 2006 realizan su primera presentación en vivo, dentro del concierto que BeForU realizó ese año como aparición especial.
Su primer trabajo disco es su miniálbum debut titulado "cosmos", que fue lanzado el día 27 de enero del 2007 bajo el sello Konami, producido por Seiya Murai, quien ha acompañado a la banda desde sus inicios.

## Discografía

### Miniálbumes
1. cosmos (26 de enero de 2007)